# 青山村駅
座標: 北緯22度23分26.06秒 東経113度58分1.56秒 / 北緯22.3905722度 東経113.9671000度
青山村駅（せいざんそんえき）は香港新界屯門区にある、香港軽鉄の駅である。駅番号は 040。

## 利用可能な系統
香港軽鉄
■610系統
■615系統
■615P系統

## 駅構造
相対式ホーム2面2線の地上駅。
のりば
| ➊番線 | ■610系統・■615系統          | 元朗方面     |
| ➊番線 | ■615P系統                   | 兆康方面     |
| ➋番線 | ■610系統・■615系統■715P系統 | 屯門碼頭方面 |

## 駅周辺
- 青山村
- 南豊工業城
- 聖公会青山聖彼得堂
- 総昌製観中心
- 仁済医院第二中学
- 裘錦秋中学 (屯門)
- 思親公園

## 歴史
- 1988年9月18日 - 開業。

## 隣の駅
香港鉄路
■軽鉄
■610系統
龍門駅 (520) - 青山村駅 (040) - 青雲駅 (050)
■615系統
龍門駅 (540) - 青山村駅 (040) - 青雲駅 (050)
■615P系統
龍門駅 (540) - 青山村駅 (040) - 青雲駅 (050)